# Anais Mali
Anais Mokngar Mali (Nizza, 22 gennaio 1991) è una supermodella francese.
Sua madre è ciadiana e suo padre è polacco

## Carriera
Nata e cresciuta in Francia, ha firmato con Wilhelmina Models e ha iniziato a sfilare per Vivienne Westwood e Betsey Johnson, apparendo poi nelle campagne di J. Crew e Levi's.
Nel gennaio 2011 ha posato per Vogue.

## Agenzie
- Wilhelmina Models
- Ford Models
- Elite Model Management
- Why Not Model Agency[1]

## Sfilate di moda
- Vivienne Westwood
- Marc Jacobs
- Alexa Chung
- Louis Vuitton
- Zuhair Murad
- Carolina Herrera
- Vera Wang
- Michelle Smith
- Loewe
- Donna Karan
- Emanuel Ungaro
- Stella McCartney
- Chloé
- Christian Dior
- Thierry Mugler
- Nina Ricci
- Dolce & Gabbana
- Emilio Pucci
- Tom Ford
- Diane von Fürstenberg
- Sophie Theallet
- Vena Cava
- Cushnie et Ochs
- Mandy Coon
- Park Choon Moo
- Jill Stuart
- Denis Basso
- Derek Lam
- Cynthia Rowley
- Nicole Miller
- Rag & Bone
- Jason Wu
- Blumarine
- Ermanno Scervino
- Peter Som
- Thakoon
- Prabal Gurung
- Edun
- Reed Krakoff
- Carlos Miele
- Michael Kors